# Stenodynerus cochisensis
Stenodynerus cochisensis är en stekelart som först beskrevs av Henry Lorenz Viereck 1908.  Stenodynerus cochisensis ingår i släktet smalgetingar, och familjen Eumenidae. Inga underarter finns listade i Catalogue of Life.